# Tau Ursae Majoris
Tau Ursae Majoris (14 Ursae Majoris) é uma estrela na direção da constelação de Ursa Major. Possui uma ascensão reta de 09h 10m 54.93s e uma declinação de +63° 30′ 49.6″. Sua magnitude aparente é igual a 4.67. Considerando sua distância de 122 anos-luz em relação à Terra, sua magnitude absoluta é igual a 1.81. Pertence à classe espectral Am.